# Ex parte Crow Dog

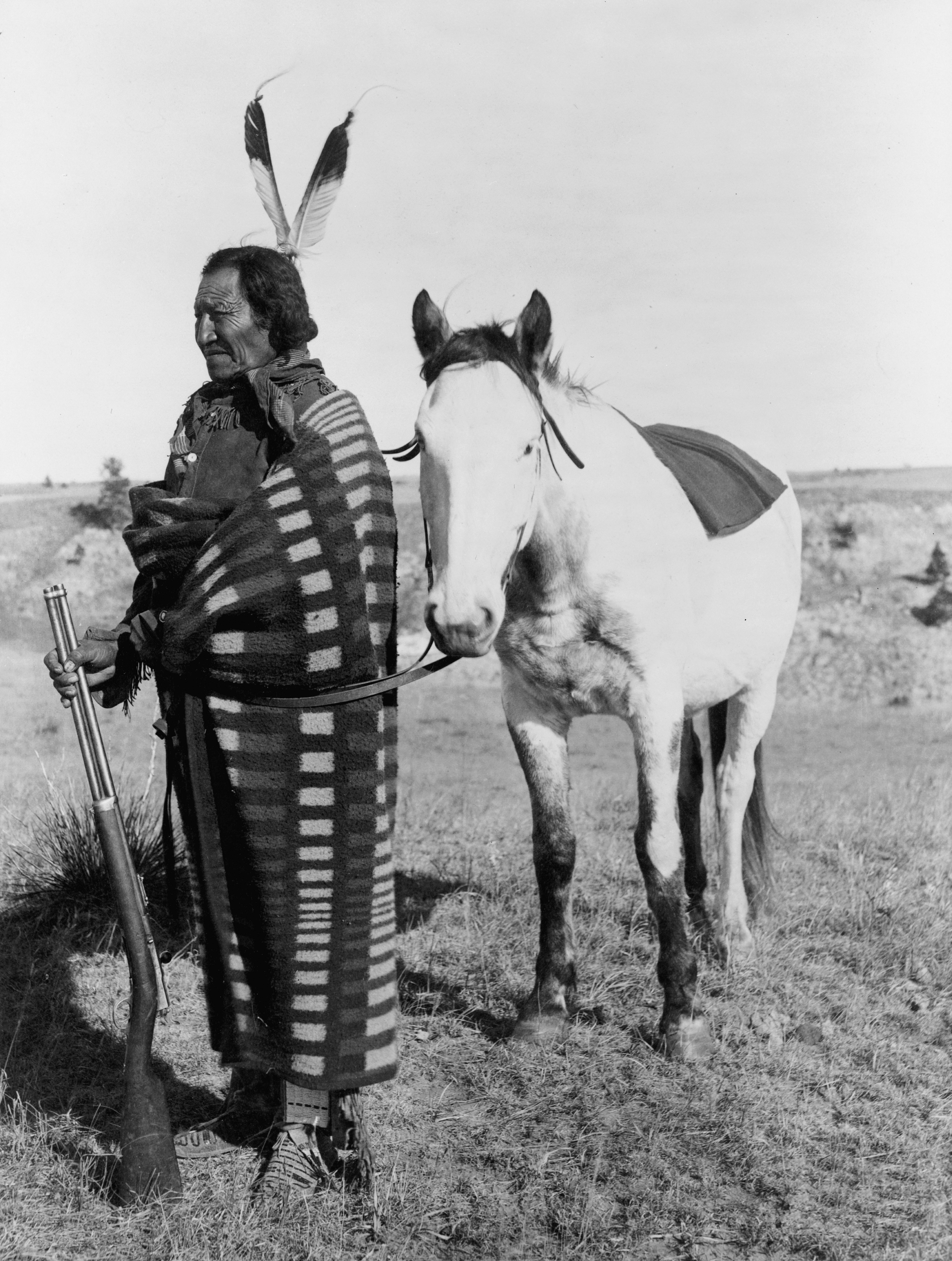
Crow Dog

L'arrêt Ex parte Crow Dog 109 U.S.  556 (1883), est un jugement rendu par la Cour suprême des États-Unis sur un conflit entre deux membres d'une même tribu amérindienne sur des terres d'une réserve indienne. Le chef Crow Dog est accusé d'avoir tué une autre personne, le chef Spotted Tail.
La Cour suprême a statué qu'un tribunal fédéral n'avait pas compétence pour juger Crow Dog ex parte, un membre de la tribu des Brûlés des Lakotas, lorsque l'infraction avait déjà été jugée par le conseil tribal. La tribu avait déjà traité l'affaire selon la tradition Sioux et Crow Dog avait versé un dédommagement. Toutefois, le gouvernement des États-Unis a poursuivi également Crow Dog pour assassinat et il a été condamné à la pendaison. La Cour suprême a jugé qu'à moins que le Congrès des États-Unis ne l'autorise, les tribunaux n'ont pas compétence pour juger l'affaire.
Cette affaire a donné lieu à l'adoption par le Congrès de la Major Crimes Act (« Loi sur des crimes graves ») en 1885, plaçant quinze crimes graves sous la compétence fédérale s'il est commis par un Amérindien contre un autre Amérindien sur une réserve ou des terres tribales.